# أندريس كويرو
أندريس كويرو (بالإنجليزية: Andres Cuero)‏ هو لاعب كرة قدم أمريكي في مركز الهجوم، ولد في 8 يوليو 1989 في أوستن في الولايات المتحدة. لعب مع Wilmington Hammerheads FC ‏.